# Quim Barreiros
Joaquim de Magalhães Fernandes Barreiros (* 19. června 1947 Vila Praia de Âncora, Caminha), profesně známý jako Quim Barreiros, je portugalský hudební autor žánru pimba, zpěvák a hráč na akordeon, známý spíše svými dvojsmyslnými písněmi. Mezi jeho největší hity patří Bacalhau à Portuguesa [Treska po portugalsku] (1986), A Garagem da Vizinha [Sousedova garáž] (2000) a A Cabritinha [Kozička] (2004).
Svou kariéru zahájil dříve než Emanuel a stal se tak jedním z prvních, ne-li vůbec prvním, hudebníkem žánru pimba.

## Život
Narodil se 19. června 1947 ve Vila Praia de Âncora, obci Caminha, v distriktu Viana do Castelo portugalské matce a brazilskému otci.
Když mu bylo devět let, začal hrát na bicí v otcově kapele (Conjunto Alegria). Po několika letech začal spolu s otcem hrát na akordeon. Připojil se k folklorní skupině Sta. Marta de Portuzelo a cestoval po Portugalsku a některých okolních zemích, jako je Španělsko a Francie, což mu umožnilo setkat se s mnoha folklorními umělci z různých regionů a s různými styly.
Když mu bylo dvacet let, musel v Lisabonu absolvovat povinnou vojenskou službu a poté se připojil k portugalskému letectvu a také k jeho kapele. Jeho angažmá v hudbě znamenalo, že nebyl poslán do válek v portugalských koloniích.
Přes den se věnoval vojenským povinnostem a v noci navštěvoval Casas de Fado (Domy fada) – místa, kde je možno se najíst a zároveň poslouchat klasiku fada. Nakonec v těchto domech začal pořádat koncerty. Jeho hudba kontrastovala s klidem a strohostí fada, ale byla dobře přijímána.
V roce 1971 vydal svou první LP desku Quim Barreiros - Acordeão, v roce 1974 pak druhou LP desku Quim Barreiros - Povo Que Canta. Ty byly složeny převážně z portugalské folklorní klasiky. Po jejich vydání začal psát vlastní písně a rozvíjet svou pikantní, dvojsmyslnou lyriku.
Následně absolvoval turné po několika zemích, kde žijí portugalské emigrantské komunity, jako jsou Spojené státy, Kanada, Francie, Německo a další.
Mezitím pokračoval ve vydávání několika alb a kompilací plných vtipných scénářů a dvojsmyslů. Stal jedním z nejoblíbenějších portugalských hudebníků té doby.
Jeho hudba oslovila jak starší, tak mladší vrstvy obyvatelstva a v polovině 80. let začal vystupovat na večírcích studentských spolků, například Queima das Fitas, Akademický týden a recepce prváků, což je tradice udržovaná dodnes.

## Diskografie
- 1971 - Quim Barreiros Acordeão
- 1973 - Recebi um Convite
- 1975 - O Malhão Não É Reaccionário
- 1981 - Dance Com Quim Barreiros e o Super-Trio
- 1986 - Bacalhau à Portuguesa
- 1986 - Riacho da Pedreira
- 1991 - CD D'Ouro
- 1992 - O Sorveteiro (Chupa Teresa)
- 1992 - Original (O Franguito da Maria)
- 1993 - Insónia
- 1993 - Deixa Botar Só a Cabeça (Acredita em Mim)
- 1994 - Meu Dinossauro
- 1994 - Mestre da Culinária
- 1994 - Os 60 Maiores Êxitos
- 1995 - Nunca Gastes Tudo
- 1996 - Minha Vaca Louca/Melhor Dia Para Casar
- 1997 - 15 Grandes Sucessos
- 1998 - Marcha da Expo'98 (A Última do Milénio)
- 1998 - Na Internet
- 1998 - O Melhor dos Melhores
- 1999 - Marcha do 3º Milénio
- 2000 - A Garagem da Vizinha
- 2001 - Comer, Comer
- 2002 - Depois da Uma
- 2002 - Cantares ao Desafio
- 2003 - O Melhor de Quim Barreiros
- 2003 - Na Tua Casa Tá Entrando Outro Macho
- 2004 - A Cabritinha
- 2004 - O Melhor de Quim Barreiros, Vol. 2
- 2005 - Riacho da Pedreira
- 2005 - O Ténis
- 2006 - DVD - Quim Barreiros Live
- 2006 - A Padaria
- 2007 - Use Álcool
- 2008 - Fui Acudir
- 2008 - O Melhor de Quim Barreiros, Vol. 3
- 2009 - O Peixe
- 2010 - Deixai-me Chutar
- 2011 - O Brioche da Sofia
- 2012 - Dar ao Apito
- 2013 - Mole Não Entra
- 2014 - Caça-Asneiras
- 2015 - O Pau Caiu na Panela
- 2016 - Eu Faço 69
- 2017 - O Zinho
- 2018 - O Meu Refogado
- 2019 - Amélia Costureira
- 2020 - Será Porca ou Parafuso?